# Jaida Jones
Jaida Jones is een Amerikaans schrijfster van fantasy. Ze is het meest bekend van het in 2008 verschenen Havemercy, dat ze samen schreef met Danielle Bennett.

## Biografie
Jones studeerde Oost-Aziatische talen en culturen aan het Barnard College. Voor ze een gepubliceerd auteur werd schreef Jones het Harry Potter-fanfictieverhaal The Shoebox Project. Daarna leerde ze Bennett kennen en besloten ze samen een boek te schrijven. Het resultaat is Havemercy, dat gepubliceerd werd door Random House in 2008.